# Marthe Trasenster
Louise Amélie Marthe Trasenster (Ougrée, 30 maart 1892 – Luik, 15 november 1979), ook gekend onder haar huwelijksnaam Marthe Dupont,  was een Belgisch tennisspeelster.

## Levensloop
Trasenster nam tweemaal deel aan de Olympische Zomerspelen, met name in 1920 en 1924. Op de Spelen van 1920 te Antwerpen werd ze vijftiende in het eindklassement van het enkelspel. In het dubbelspel werd ze met haar nicht Marguerite Trasenster vijfde en in het gemengd dubbelspel met René Laloux achtste. Op de Spelen van 1924 te Parijs werd ze zeventiende in het eindrangschikking van het enkelspel en samen met Jean Washer vijftiende in het gemengd dubbelspel. Ook was ze er samen met Marie Janssen ingeschreven in het dubbelspel, maar het duo ging in dit onderdeel niet van start.
Daarnaast behaalde ze verscheidene Belgische titels. Zo werd ze tweemaal Belgisch kampioene in het enkelspel (1921 en 1930), zesmaal in het dubbelspel (1908, 1913 en 1921 met Marguerite Trasenster, 1910 met Lucette Tschaggeny, 1930 met Léonie Lhoest en 1933 met Francine Roels) en driemaal in het gemengd dubbelspel met René Laloux (1920, 1926 en 1931).
In oktober 1911 huwde ze te Ougrée kleiduifschutter Emile Dupont, die eveneens tweemaal deelnam aan de Olympische Zomerspelen. Ook haar oudere zus Nelly was actief in het tennis.